# Michel Taubmann
 (février 2021).
Si vous disposez d'ouvrages ou d'articles de référence ou si vous connaissez des sites web de qualité traitant du thème abordé ici, merci de compléter l'article en donnant les références utiles à sa vérifiabilité et en les liant à la section « Notes et références ».
Pour les articles homonymes, voir Taubmann.
Michel Taubmann, né en 1956 à Paris, est un journaliste de télévision franco-israélien, écrivain et éditeur. Il fut aussi le fondateur et le rédacteur en chef de la revue Le Meilleur des Mondes, puis le directeur de la revue Building. Il est en 2017 éditeur aux éditions de l’Archipel et éditorialiste politique sur la chaîne de télévision i24News.
Il partage sa vie entre Paris et Peyrat-le-Château, en Haute-Vienne.

## Biographie
Dans sa jeunesse, Michel Taubmann milite à l'extrême gauche, au sein du PSU puis d’organisations trotskistes telles que l'Organisation communiste des travailleurs, et les Comités communistes pour l'autogestion. Travaillant aux PTT tout en poursuivant ses études, il est délégué CGT au Centre de Tri Postal de la gare d'Austerlitz au cours des années 1970. Ses débuts dans le journalisme datent de 1979. Il couvre alors le congrès de Metz du Parti socialiste pour le journal Autogestion. Dans les années 1979-1982, il est pigiste pour différents journaux, notamment Libération, et pour la troisième chaîne de télévision. Abandonnant le militantisme, tout en étant proche du Parti socialiste, Michel Taubmann devient journaliste à plein temps sur France 3 de 1982 à 1989, dans les stations de Nantes, Orléans, Limoges, Paris-Ile-de-France ainsi qu’à Soir 3. 
De 1989 à 1992, il enseigne le journalisme principalement au CFPJ, le Centre de formation et de perfectionnement des journalistes, à Paris et à Montpellier. Dans ce cadre, il participe notamment à la formation de journalistes de télévision au Portugal, en Finlande, à Mayotte et en Nouvelle-Calédonie. En 1992, il participe à la fondation de la chaîne franco-allemande ARTE[réf. nécessaire]. Il y restera jusqu’en 2008, occupant notamment pendant 8 ans le poste de directeur du bureau français de l’information. De 2005 à 2009, il a dirigé la revue Le Meilleur des Mondes avant de lancer en 2012 la revue Building (« construire librement sa pensée ») qui cessera de paraître après 3 numéros l'année suivante. En 2013, il participe à Tel-Aviv au lancement de la télévision internationale i24news[réf. nécessaire]. Il en est pendant 18 mois le directeur-adjoint de l’information. Ayant quitté cette fonction, il collabore toujours à cette chaîne, comme éditorialiste spécialisé dans la politique française. Après avoir travaillé comme directeur de collections aux éditions du Moment, il occupe désormais un poste identique aux éditions de l'Archipel. Écrivain, Michel Taubmann a publié 11 livres. Les plus connus sont : L’Affaire Guingouin (1994) et Le Roman vrai de Dominique Strauss-Kahn (2011). Il est aussi connu pour ses livres sur l’Iran[réf. nécessaire], notamment Histoire secrète de la Révolution iranienne (2011).

## Fondation du Cercle de l'Oratoire
Préexistant au Cercle de l'Oratoire, un cercle d'amis se réunissait de manière informelle pour échanger leurs opinions sur les sujets d'actualité. C'est à la suite des attentats du 11 septembre 2001, que ce cercle se transforme en Cercle de l'Oratoire, transformation concrétisée par un appel soutenant l'intervention américaine en Afghanistan contre Al-Qaïda. La différence entre les deux listes parle d'elle-même. Lorsqu'en mars 2003, certains membres du Cercle de l'Oratoire signent un manifeste en faveur de l'intervention en Irak, d'autres s'y refusent. Une part importante des premiers participants abandonnent au fil du temps ce qui est devenu un club proche du néoconservatisme américain. Quelque temps plus tard, le Cercle envisage de fonder une revue, ce qui se concrétisera par la création d'un organe intitulé Le Meilleur des Mondes dont Michel Taubmann est le rédacteur en chef. Après des débuts difficiles, la revue finit par voir le jour en 2006 après une entente avec le directeur des éditions Denoël, Olivier Rubinstein. À l'équipe fondatrice s'ajoutent de nouveaux collaborateurs tels Pascal Bruckner ou l'écrivain Olivier Rolin. Le cercle crée également l'association des Amis du Meilleur des Mondes dont la présidence est assurée par le philosophe André Glucksmann. Sur les évènements du Proche-Orient, la revue véhicule des idées proches de celles des néo-conservateurs américains.

## Sur Mahmoud Ahmadinejad
Dans son ouvrage La Bombe et le Coran publié en 2008, Michel Taubmann se propose d'étudier la personnalité et le parcours de l'ancien président iranien Mahmoud Ahmadinejad. Selon Taubmann, Ahmadinejad participa à de nombreuses missions secrètes liées au terrorisme international. Son ascension commence véritablement après la victoire du réformateur Khatami à l'élection présidentielle de 1997. Dirigeant des Bassidjis, une milice para-militaire, Mahmoud Ahmadinejad mène des opérations violentes contre tous ceux, étudiants, artistes, écrivains, qui croient à une évolution démocratique du régime. Son élection surprise à la présidence de la République en juin 2005 parachève la mainmise de la mouvance la plus obscurantiste sur l'État iranien. ». Il affirme avoir enquêté auprès d'anciens proches du président iranien et d'opposants aujourd'hui en exil. Michel Taubmann met en cause le chef de l'État dans des actes de tortures, de multiples assassinats qu'il aurait lui-même exercé.
Selon l’édition du 4 février 2007 d’Iran Resist, Mahmoud Ahmadinejad, à la fin des années 1990, aurait été le représentant au Liban de la « Fondation des martyrs », destinée à financer le Hezbollah. Il entretiendrait d’anciennes relations avec Hassan Nasrallah, le secrétaire général du Hezbollah, qu’il aurait rencontré en Corée du Nord à l’occasion d’un stage de formation dans les services de renseignement.

## Le Roman vrai de Dominique Strauss-Kahn
Dans cet ouvrage, Michel Taubmann avance que l'homme politique socialiste Dominique Strauss-Kahn aurait été victime d'un complot, ce que commente le quotidien Le Monde en le présentant comme « l'apologue de DSK ».

## Critiques
Un article du 6 mars 2006 publié dans le journal Libération, rédigé par Éric Aeschimann et intitulé « Les meilleurs amis de l'Amérique » critique les prises de position de Michel Taubmann et de ses amis du Cercle de l'Oratoire. Selon le journaliste, « les “anti-anti-Américains” vivent dans la hantise de l'islamisme, et parfois de l'islam tout court [...] Dans la petite tribu de l'Oratoire, on parle beaucoup d'“islamo-fascisme”, de “fascisme vert”, de “totalitarisme islamique”. Autant de dénominations choisies pour inscrire l'islamisme dans la lignée du nazisme et du communisme et montrer qu'une nouvelle fois les démocraties sont confrontées au mal absolu. Pour Stéphane Courtois, “nous sommes repartis pour un nouveau tour de totalitarisme”. “Après le nazisme et le communisme, l'islamisme est la troisième tentative de détruire la liberté individuelle”, juge André Sénik. »
Il ajoute :
« Difficile de ne pas voir dans cette analyse quoi qu'on en pense sur le fond la trace de l'expérience politique de ceux qui la formulent. Sénik et Courtois, communistes repentis, pourfendent depuis trois décennies les crimes du stalinisme [...] Michel Taubmann a été formé chez les trotskistes, tendance “pabliste”, où l'on a toujours dénoncé le goulag. “Notre point commun à l'Oratoire, c'est l'antitotalitarisme”, assure-t-il. Voilà l'équation posée : être anti-anti-Américain, c'est être anti-islamiste, donc antitotalitaire. CQFD [...] Mais, experts de la région mis à part, la réalité du monde musulman n'est pas ce qui préoccupe le plus le club de l'Oratoire. Ni celle de l'Amérique d'ailleurs. Paradoxalement, la question centrale y est la France. Michel Taubmann le reconnaît volontiers : “La question américaine est importante parce que c'est une question posée à la France.” C'est “un mal français”, résume Michel Taubmann et on sourit d'entendre un ancien gauchiste reprendre une expression dont Alain Peyrefitte, figure de la droite musclée des années 1970, s'était servi en son temps comme titre d'un ouvrage tonitruant. Hasard. Mais peut-être, aussi, volonté de rupture avec une gauche qui, depuis trente ans, n'a cessé de se heurter à ses propres contradictions. Au rayon de leurs ennemis, les “oratoriens” glissent facilement de l'islamisme à “l'islamo-gauchisme”, puis au gauchisme tout court. Le sujet les rend intarissables [...] »

## Publications
- L'affaire Guingouin, Éditions Lucien Souny, 1994  (ISBN 978-2905262738)
- Femmes de prêtres, Paris, Stock, 2003  (ISBN 978-2234055544)
- (en codirection avec Pierre Rigoulot), Irak en I, Éditions du Rocher, 2004  (ISBN 978-2268050676)
- La Bombe et le Coran. Première biographique du président iranien Mahmoud Ahmadinejad, éditions du Moment, 2008  (ISBN 978-2-354-17007-3).
- Histoire secrète de la révolution iranienne, avec Ramin Parham, Denoël, 2009  (ISBN 9782207260708)
- Le Roman vrai de Dominique Strauss-Kahn, Paris : Éditions du moment, 2011.
- Revue Building « Gauche et droite en crise », no 1, février 2012  (ISBN 9782200274689).
- Le fils perdu de la République, Paris : Éditions du moment, 2015  (ISBN 9782354173036).